# Sao (básně)
Sao (čínsky pchin-jinem sāo, znaky zjednodušené 骚, tradiční 騷) je žánr čínské poezie. Patřily do něj žalozpěvy ve stylu poemy Li-sao z Čchuských písní.

## Původ
Písně sao jsou odvozeny od elegie (žalozpěvu) Li-sao (Setkání s hořkostí), poemy ze sbírky Čchuské písně, shrnující básnickou tradici jihu starověké Číny, tj. státu Čchu. 
Li-sao je připisována čchuskému básníku Čchü Jüanovi. Má 376 veršů, její první lyrická část (90 veršů) je autobiografická, popisuje život, myšlenky a pocity autora, je tematicky i výrazovými prostředky blízká „devíti zpěvům“ Čchuských písní. V druhé části básník vypráví o své fantastické cestě po nebesích a tajemných místech, setkává se s božstvy a duchy.